# Junonia gregorii
Junonia gregorii är en fjärilsart som beskrevs av Butler 1895. Junonia gregorii ingår i släktet Junonia och familjen praktfjärilar. Inga underarter finns listade i Catalogue of Life.